# (720) Болиния
(720) Болиния (швед. Bohlinia) — небольшой астероид главного пояса, который принадлежит к светлому спектральному классу S и входит в состав семейства Корониды. Он был открыт 25 января 1914 года немецким астрономом Францем Кайзером в обсерватории Хайдельберг, Германия и назван в честь шведского астронома Карла Болина.

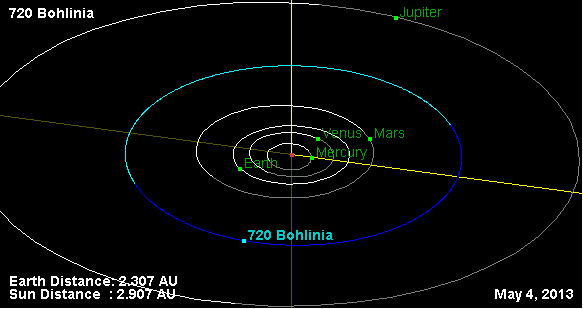
Орбита астероида Болиния и его положение в Солнечной системе